# ハッピーエンドの選び方
『ハッピーエンドの選び方』（ハッピーエンドのえらびかた、ヘブライ語: מיתה טובה）は2014年に公開されたイスラエルのドラマ映画。安楽死装置を使用することを主題とする。監督はタル・グラニットとシャロン・マイモン。

## あらすじ
イスラエルの老人ホームで暮らす夫ヨへスケルと妻レバーナだが、レバーナには少し認知症の症状が出始めている。
ヨへスケルは若い頃からの発明好きで、ある日、寝たきりの友人から安楽死は出来ないかと相談を受け、悩んだ末に完成させる。患者がスイッチを押すことで、点滴液にまず睡眠薬が入り、1分後に劇薬が注入される装置で、スイッチを押すまでの患者のメッセージをビデオで撮影する。
そのうち老人ホーム内で安楽死装置の噂が広がり、病に苦しむ妻を死なせて欲しいという老人からの依頼が舞い込む。レバーナの症状も進行してホーム内を裸でうろついたりするのだが、彼女を励ますためにホームの仲間は、夜の温室で皆が裸になって酒を酌み交わす心優しさを持っていた。
やがて、レバーナは自分が自分であるうちに死にたい、そのために安楽死装置を使いたいと思うようになるが、ヨへスケルは自分の妻が死を望む姿を見てうろたえて怒る。
しかし薬を大量に飲み自殺未遂を起こしたレバーナを見て、認知症で自分が失われる前に死ぬ、そのために安楽死装置を使うことをヨへスケルは決心する。そして安楽死装置の前で二人はキスをして最期を迎えた。

## キャスト
ヨヘスケル
演 - ゼーヴ・リヴァシュ
レバーナ
演 - レヴァーナ・フィンケルシュタイン
ヤナ
演 - アリサ・ローゼン
ドクター・ダニエル
演 - イラン・ダール
ラフィ・セガール
演 - ラファエル・タボール